# Säräjärvi
Säräjärvi är en sjö i kommunerna Lojo och Salo i landskapen Nyland och Egentliga Finland i Finland. Sjön ligger 107,3 meter över havet. Arean är 33 hektar och strandlinjen är 2,4 kilometer lång. Sjön  ingår i Kisko ås och Bjärnå å huvudavrinningsområde.   Den ligger omkring 75 km väster om Helsingfors. 